# Gerard van Honthorst

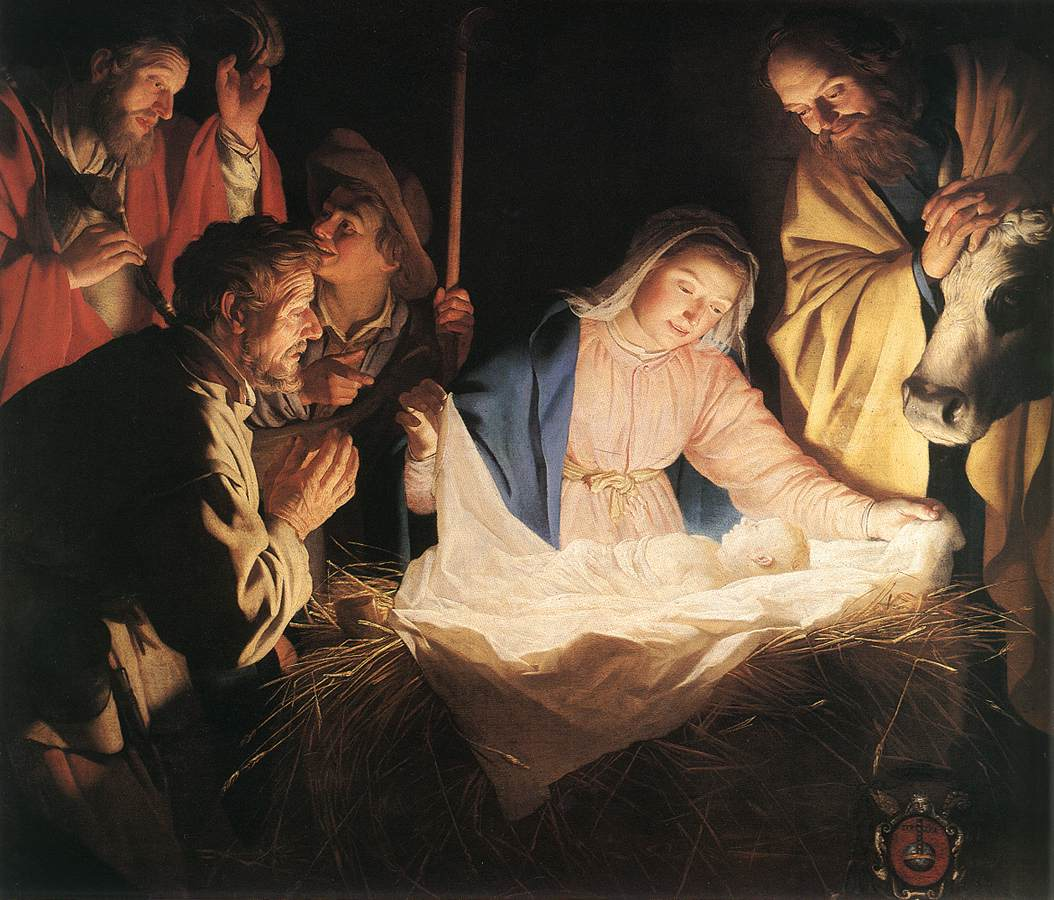
A Adoração dos Pastores, c. 1622, Museu Wallraf–Richartz

Gerard van Honthorst ou Gerrit van Honthorst, ou mesmo Gherardo delle Notti (Utrecht, 4 de novembro de 1592 – Utrecht, 27 de abril de 1656) foi um pintor holandês famoso por seus quadros com cenas meticulosamente iluminadas. Uma de suas principais obras foi  O concerto - 1624
Nasceu na cidade de Utrecht, foi aprendiz de Abraham Bloemaert e, em 1616, viajou para a Itália onde sofreu forte influência de Caravaggio. Em Roma, fez parte de um grupo do movimento chamado Caravagismo de Utrecht, junto com Dirck van Baburen, Hendrick ter Brugghen e Jan van Bijlert.
Quando voltou a Utrecht, tornou-se presidente da Guilda de São Lucas e tornou-se famoso nas cortes europeias, abrindo um segundo ateliê em Haia. Um de seus aprendizes mais importantes foi Joachim von Sandrart e sua obra foi influente para vários outros artistas da época, tais como Rembrandt e Georges de la Tour.

## Galeria

Pinturas religiosas de Gerard van Honthorst
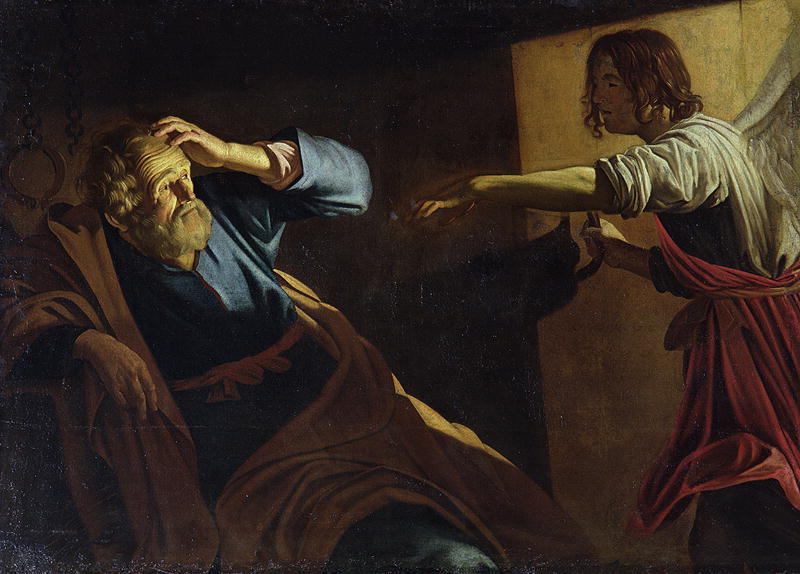
São Pedro sendo Libertado da Prisão, 1616–1618, Museus Estatais de Berlim
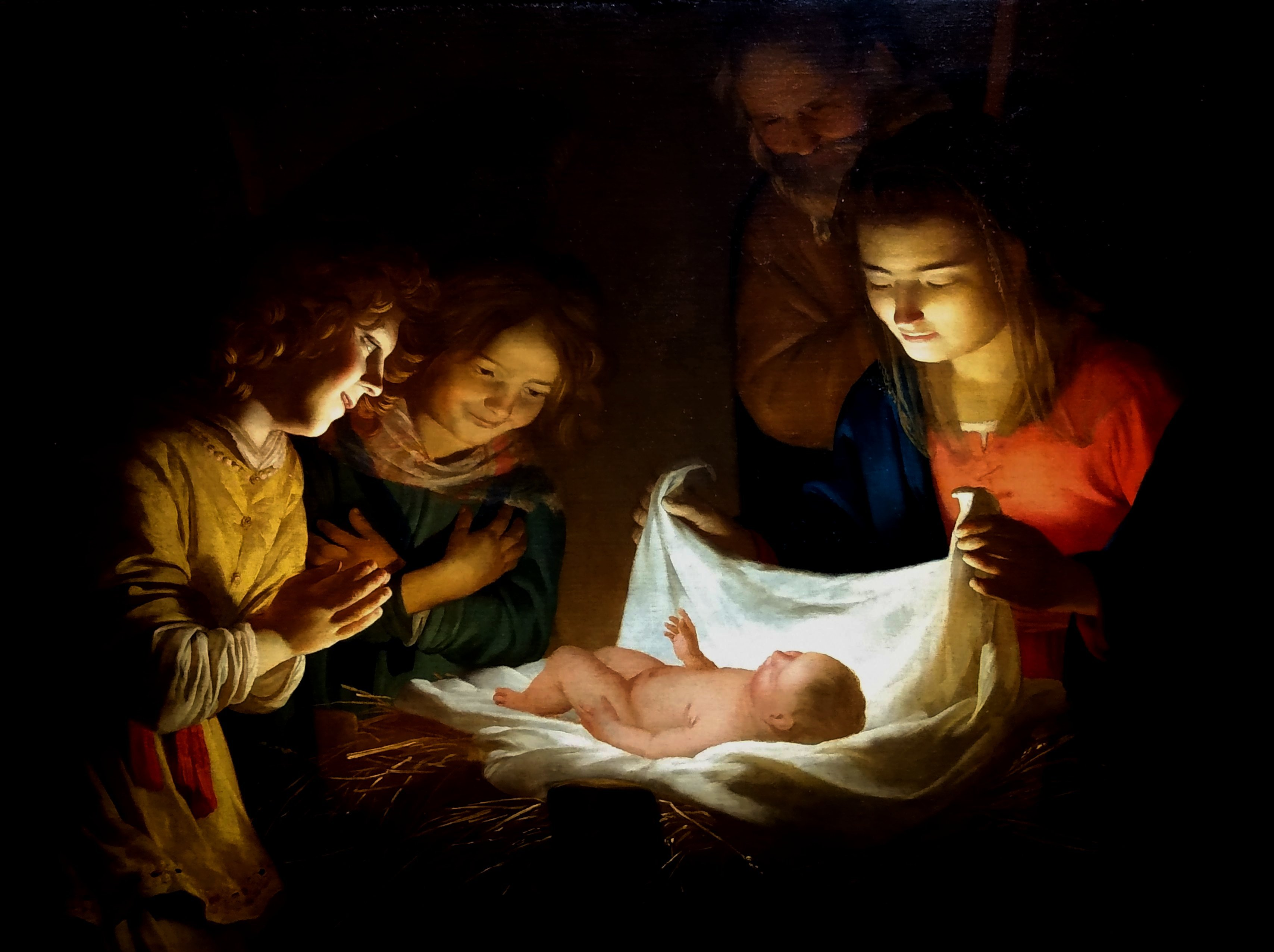
Adoração do Menino, 1620
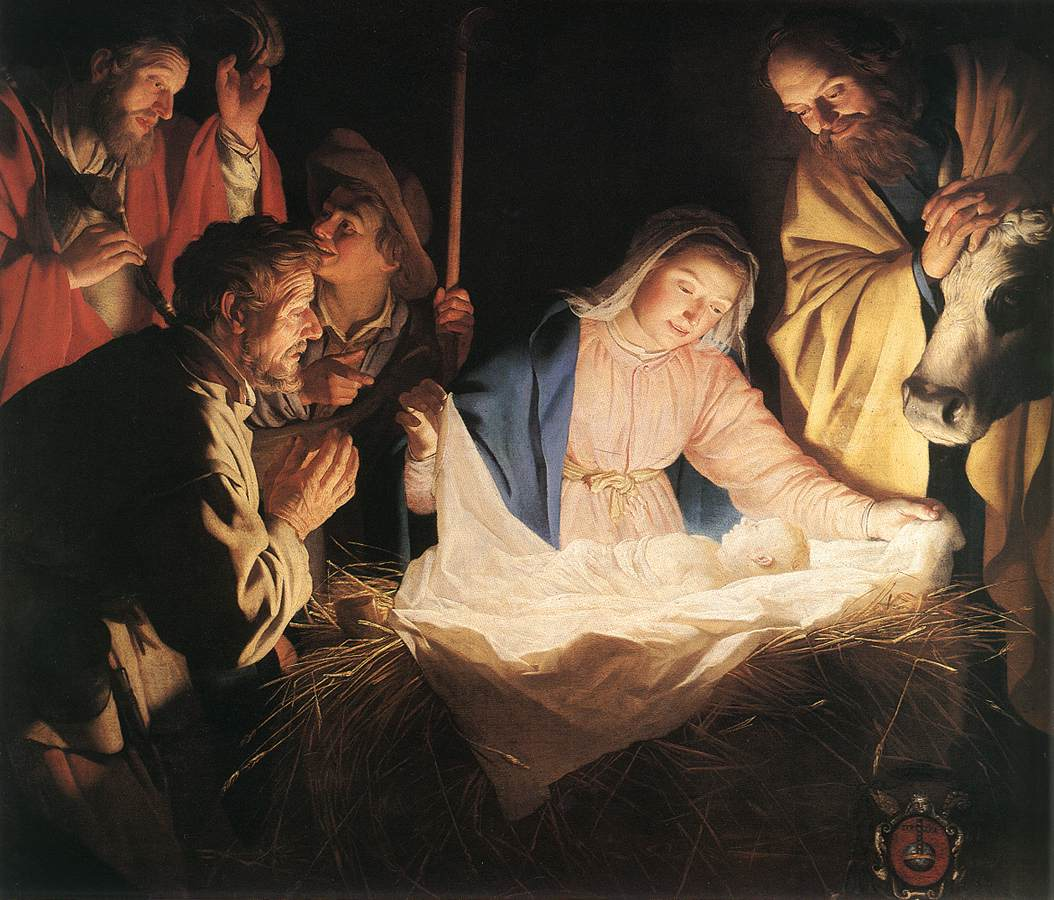
Adoração dos Pastores 1622, Museu Wallraf-Richartz
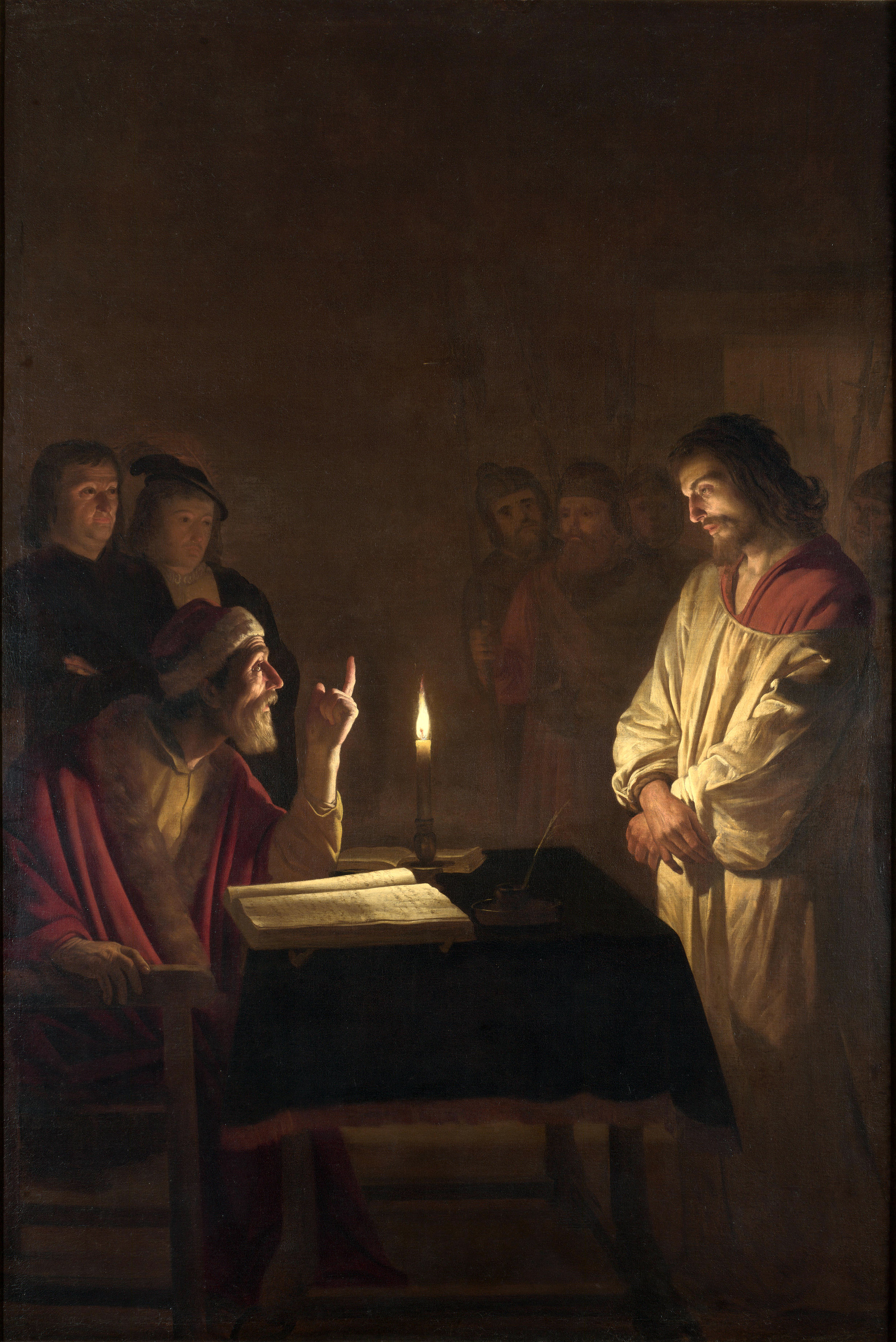
Cristo perante o Sumo Sacerdote, c. 1617, National Gallery (Londres)
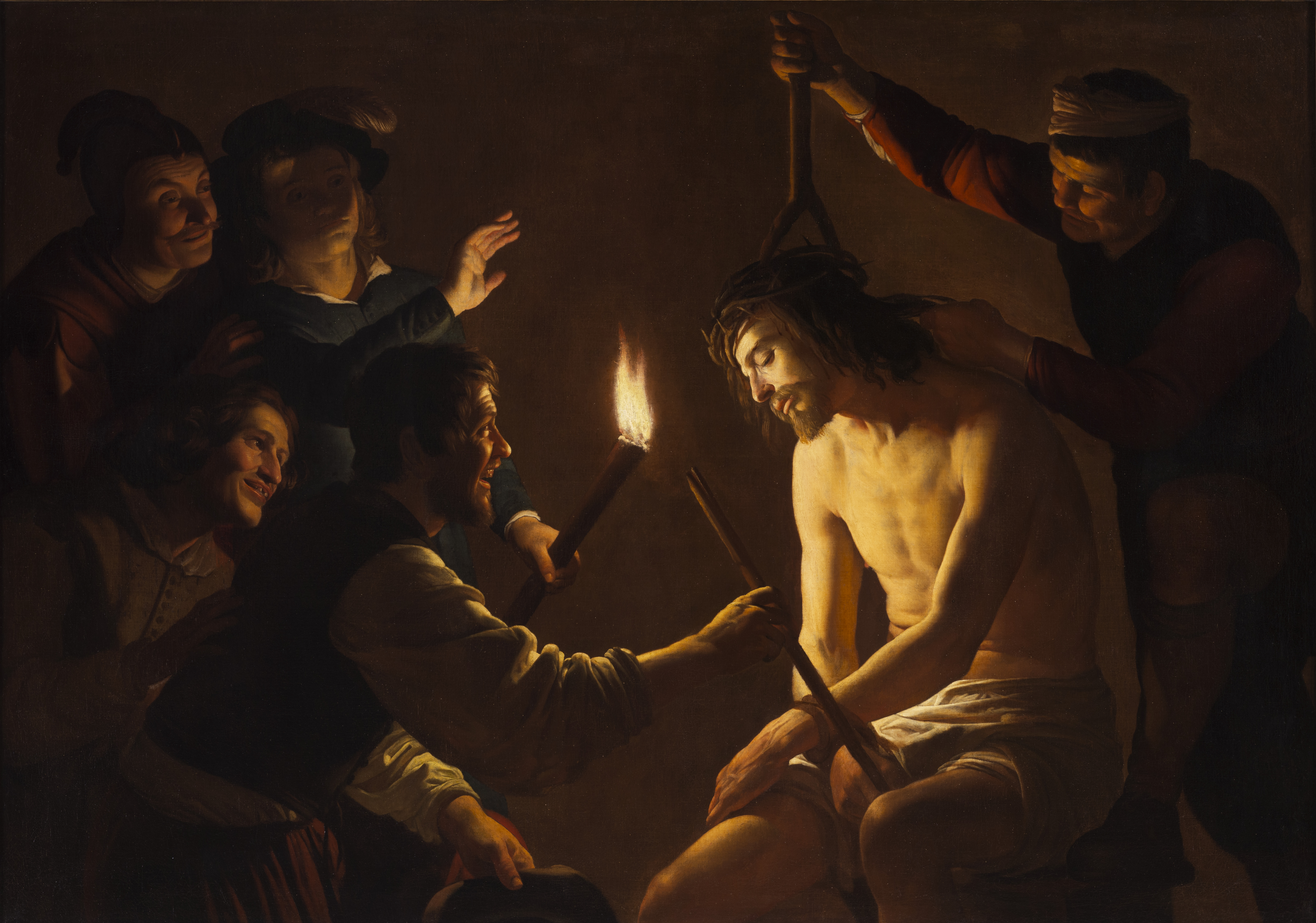
Escárnio de Cristo por Gerard van Honthorst
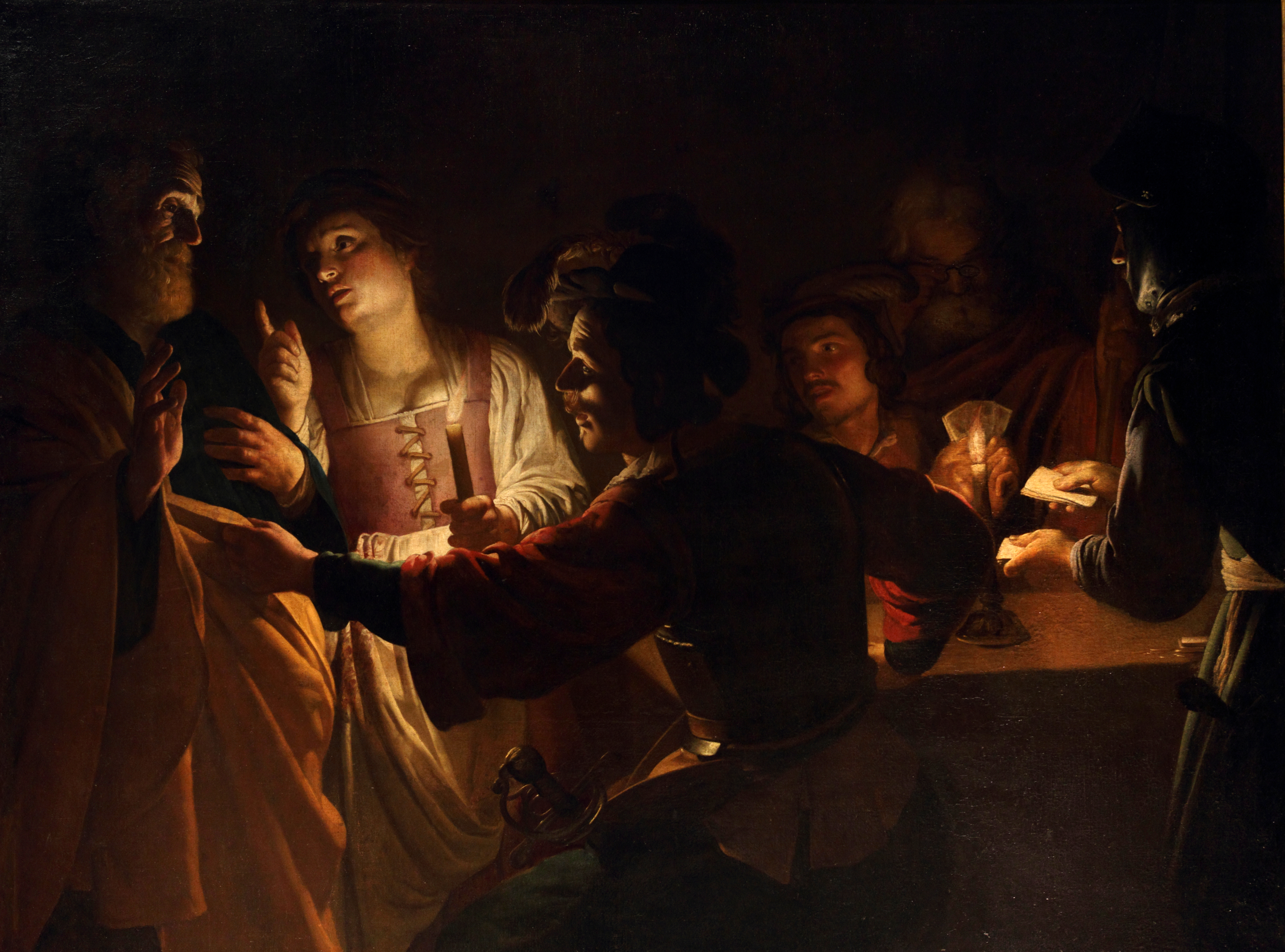
A Negação de São Pedro, c. 1620

Pinturas de músicos de Gerard van Honthorst
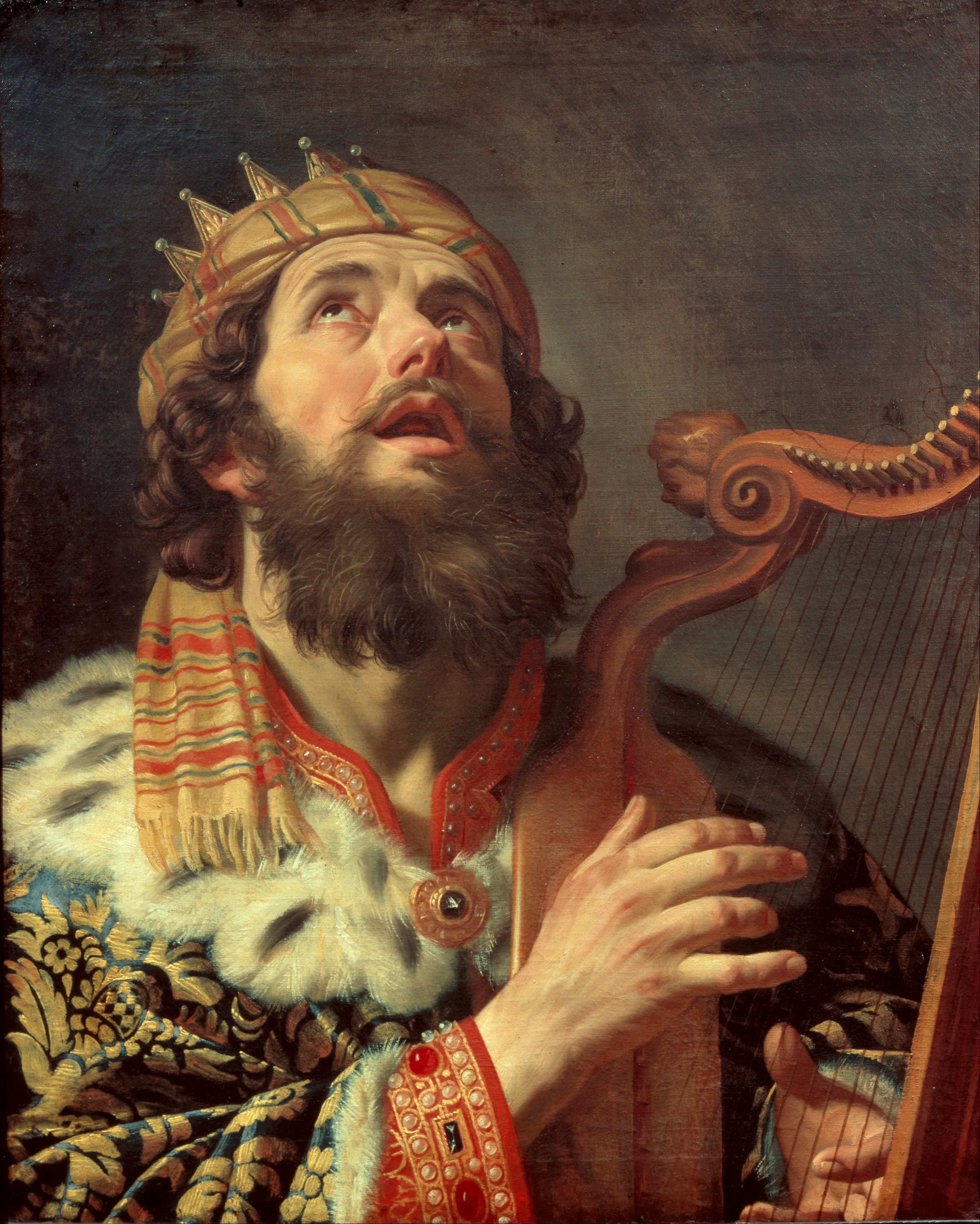
Rei Davi Tocando Harpa, 1622
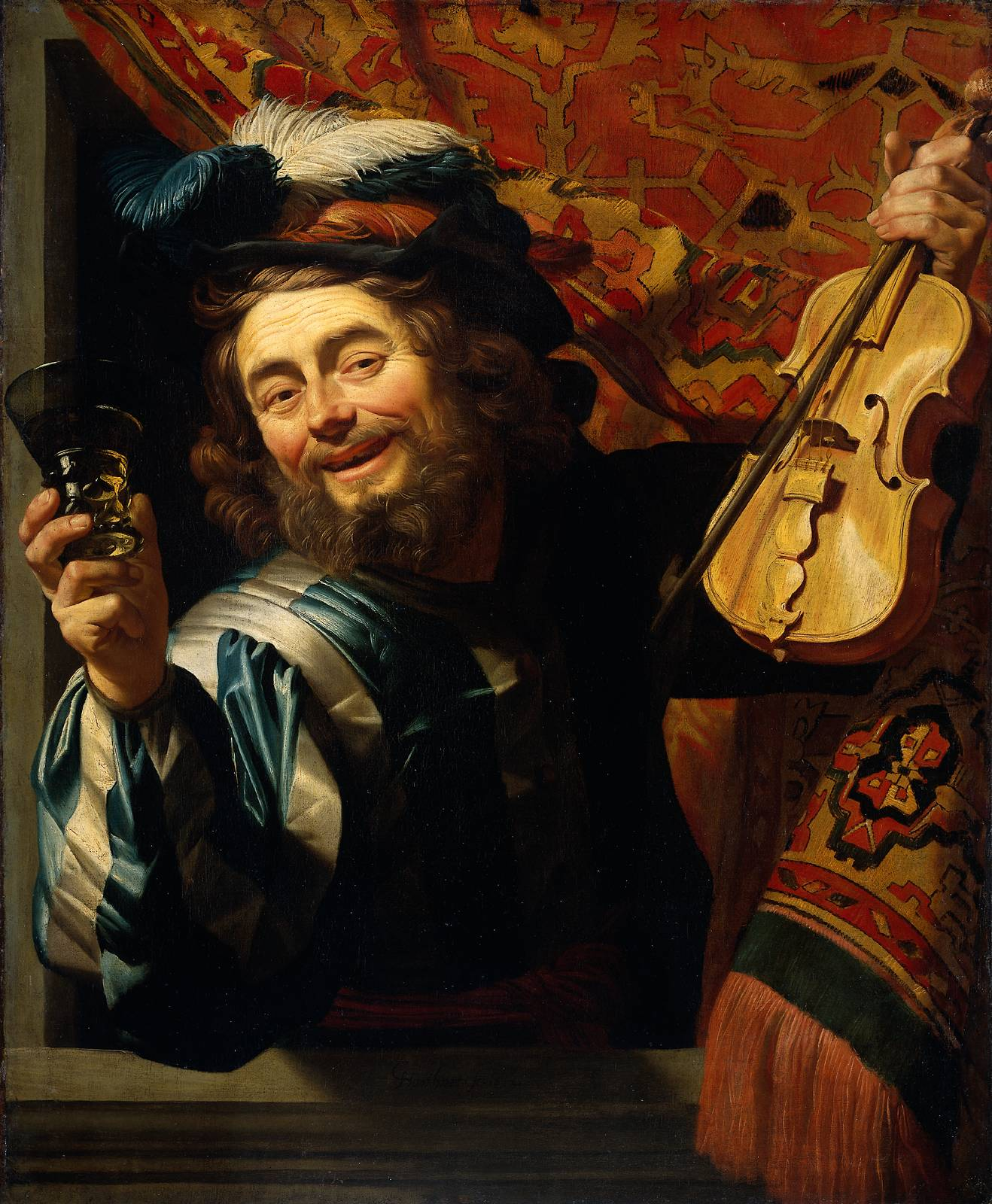
O Alegre Violinista, 1623 Rijksmuseum Amsterdam
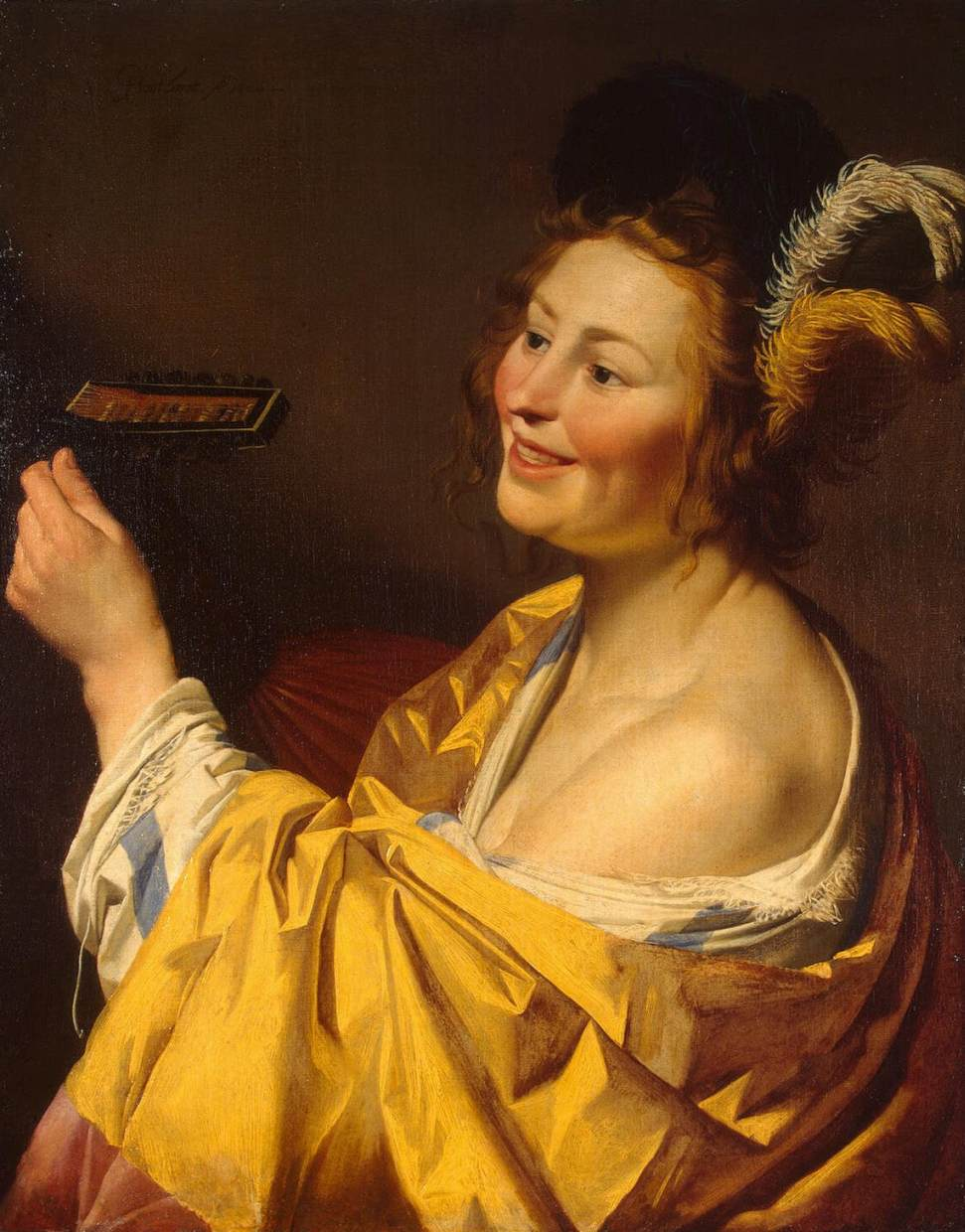
Tocador de Alaúde, 1624
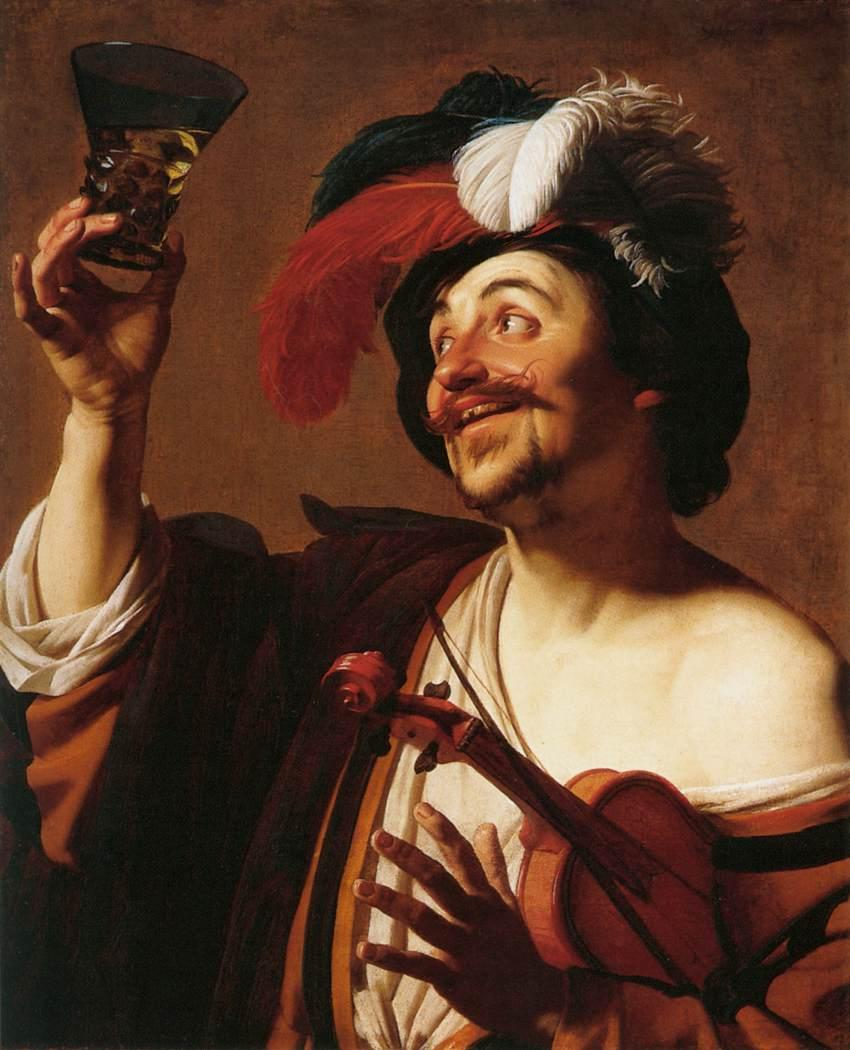
O Alegre Violinista com um Copo de Vinho
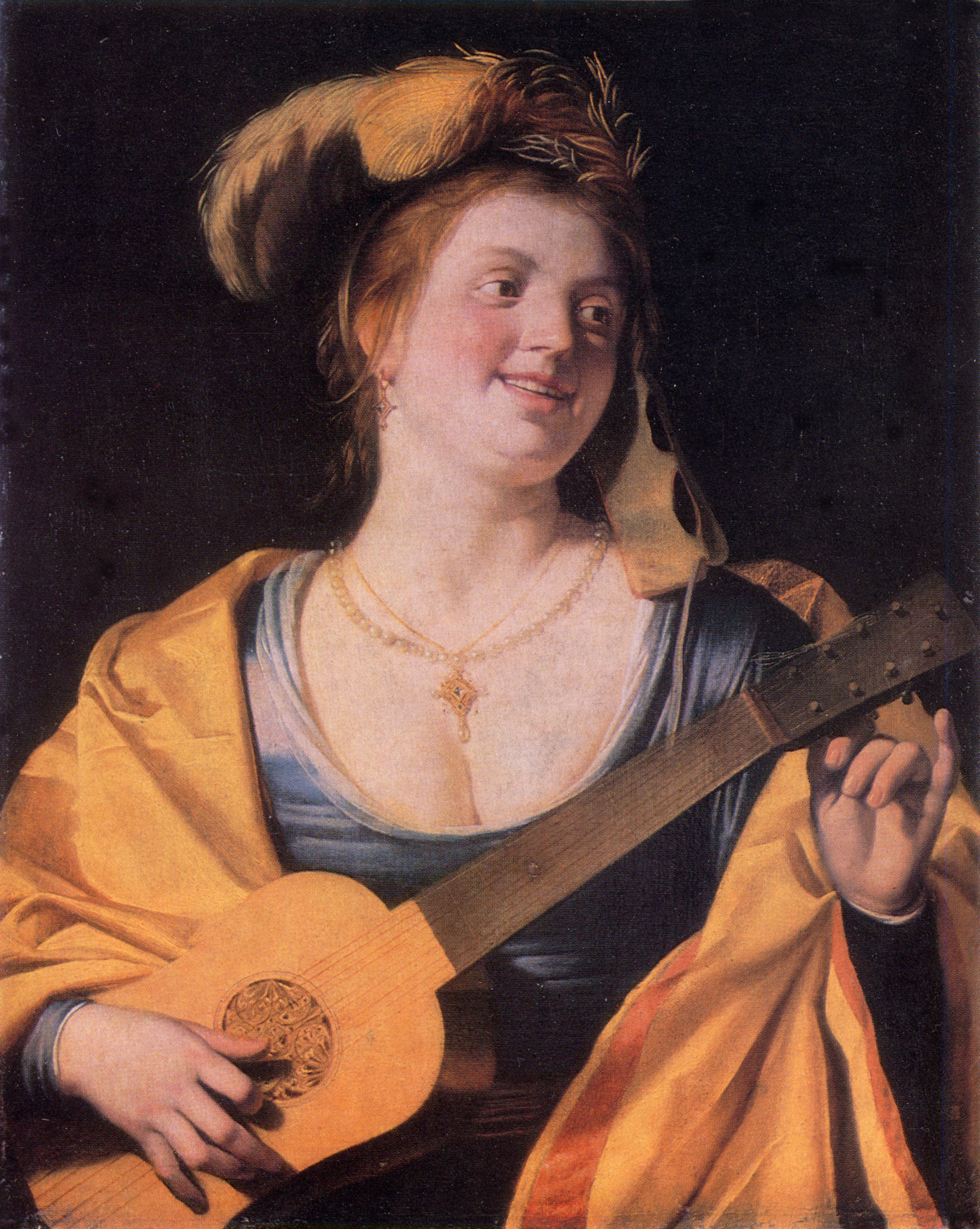
Mulher com Guitarra 1631, Galeria Nacional de Arte de Lviv
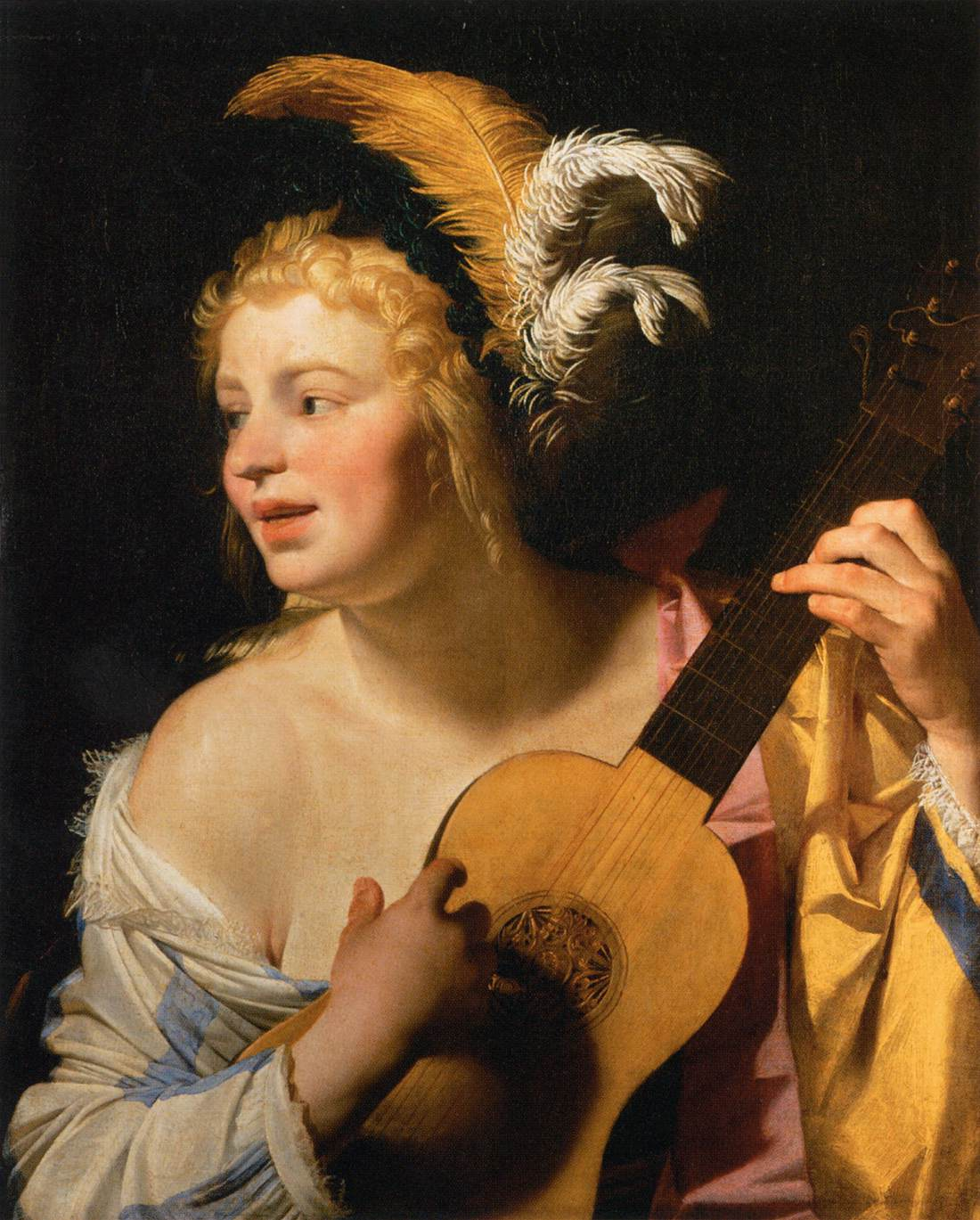
Mulher Tocando Guitarra
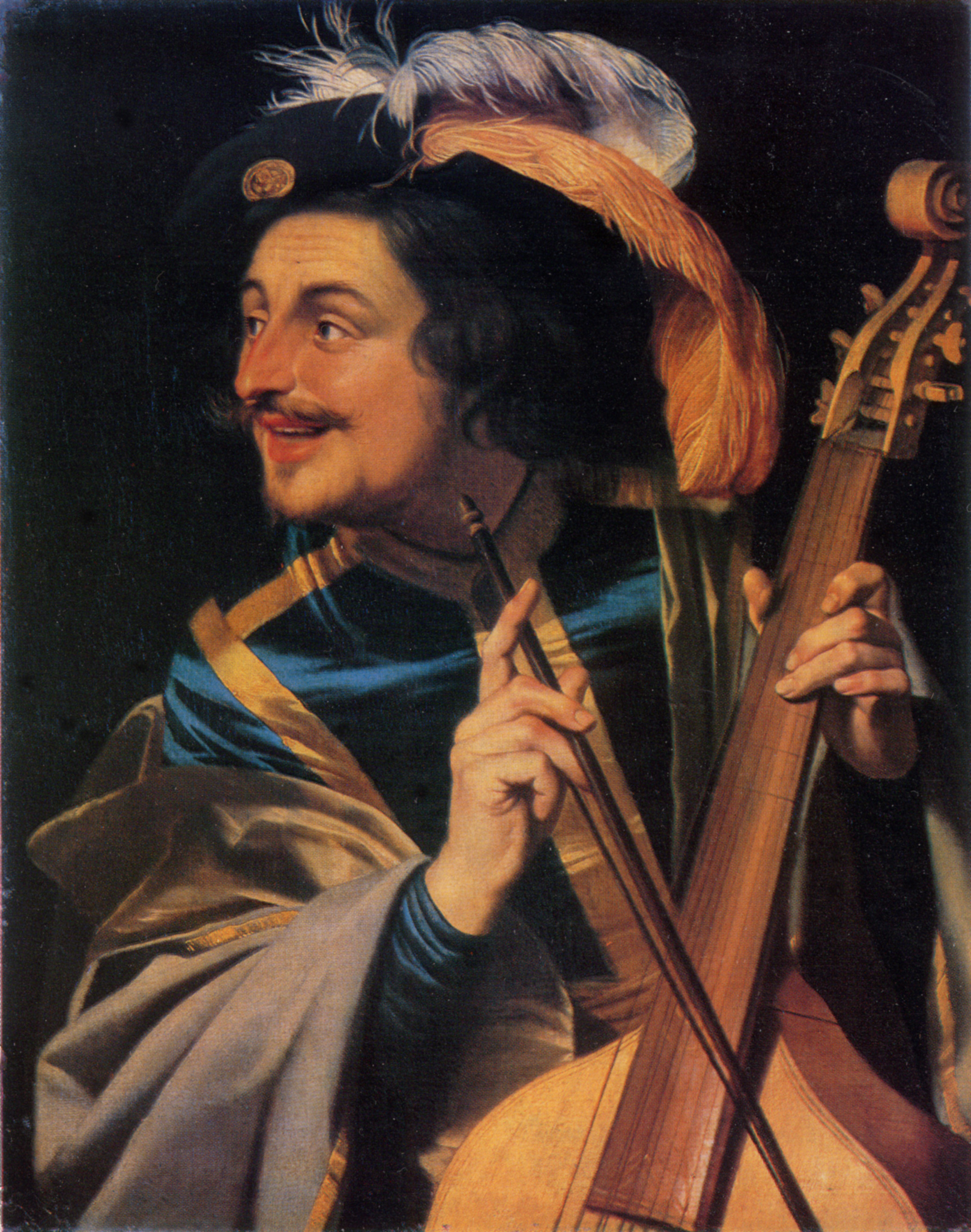
Homem com viola da gamba
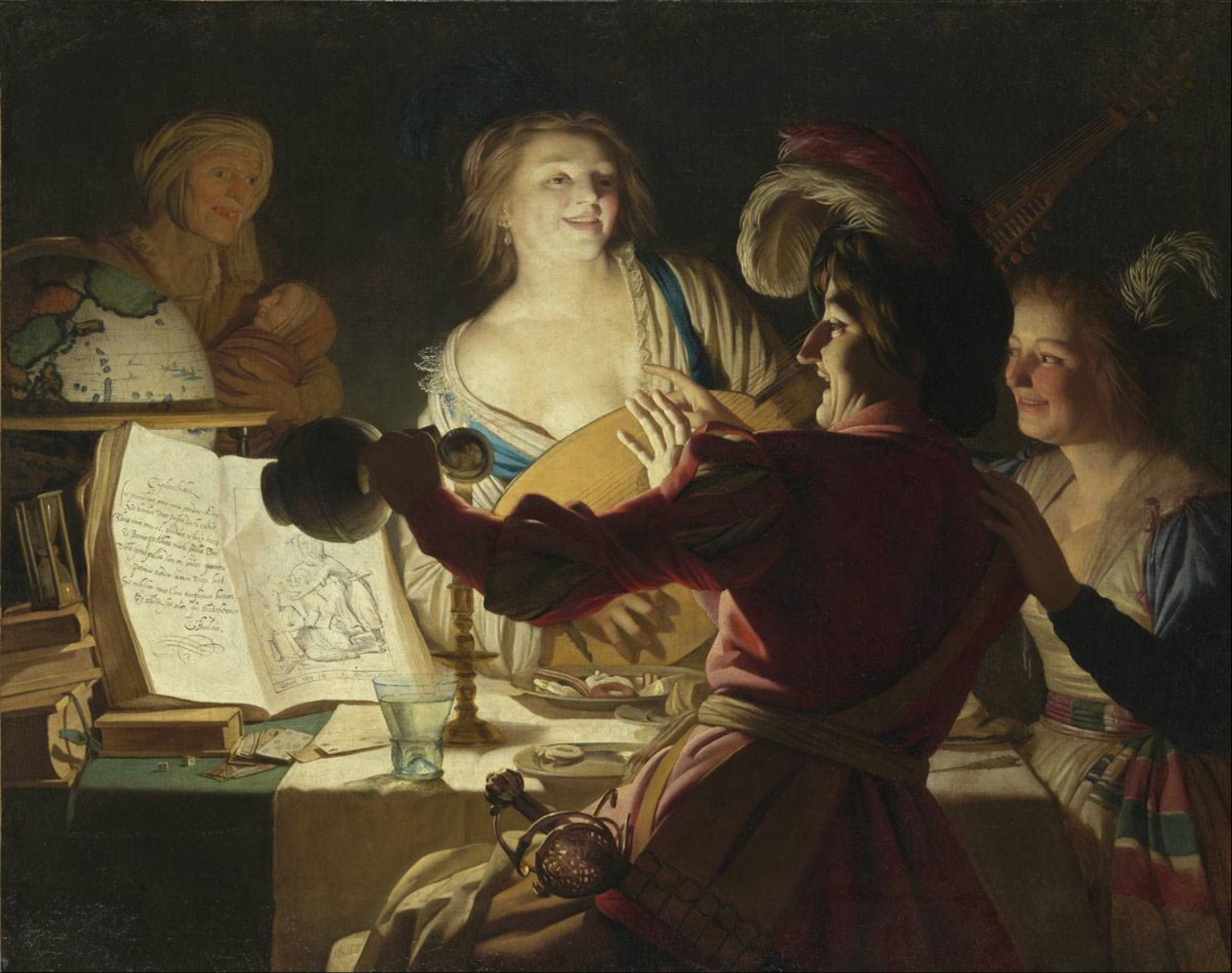
Companhia Alegre
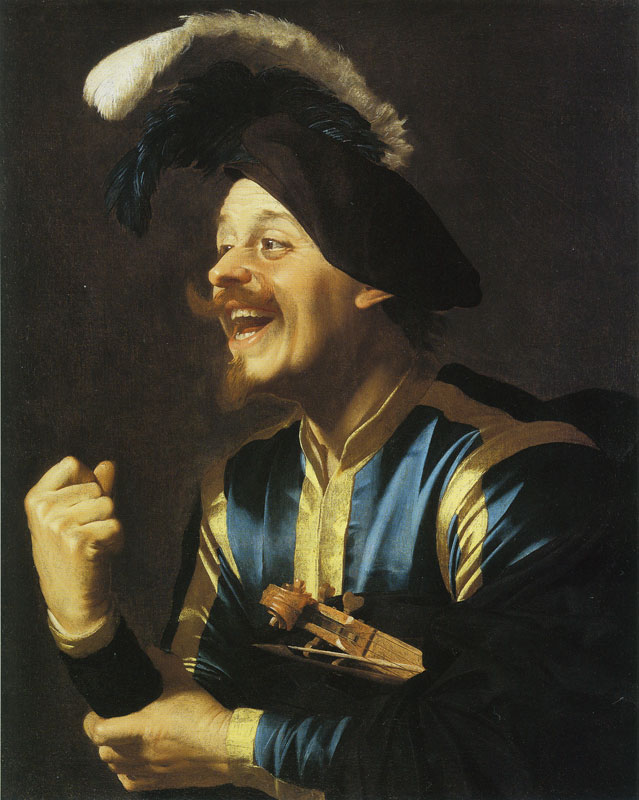
Músico Alegre com Violino sob o Braço Esquerdo
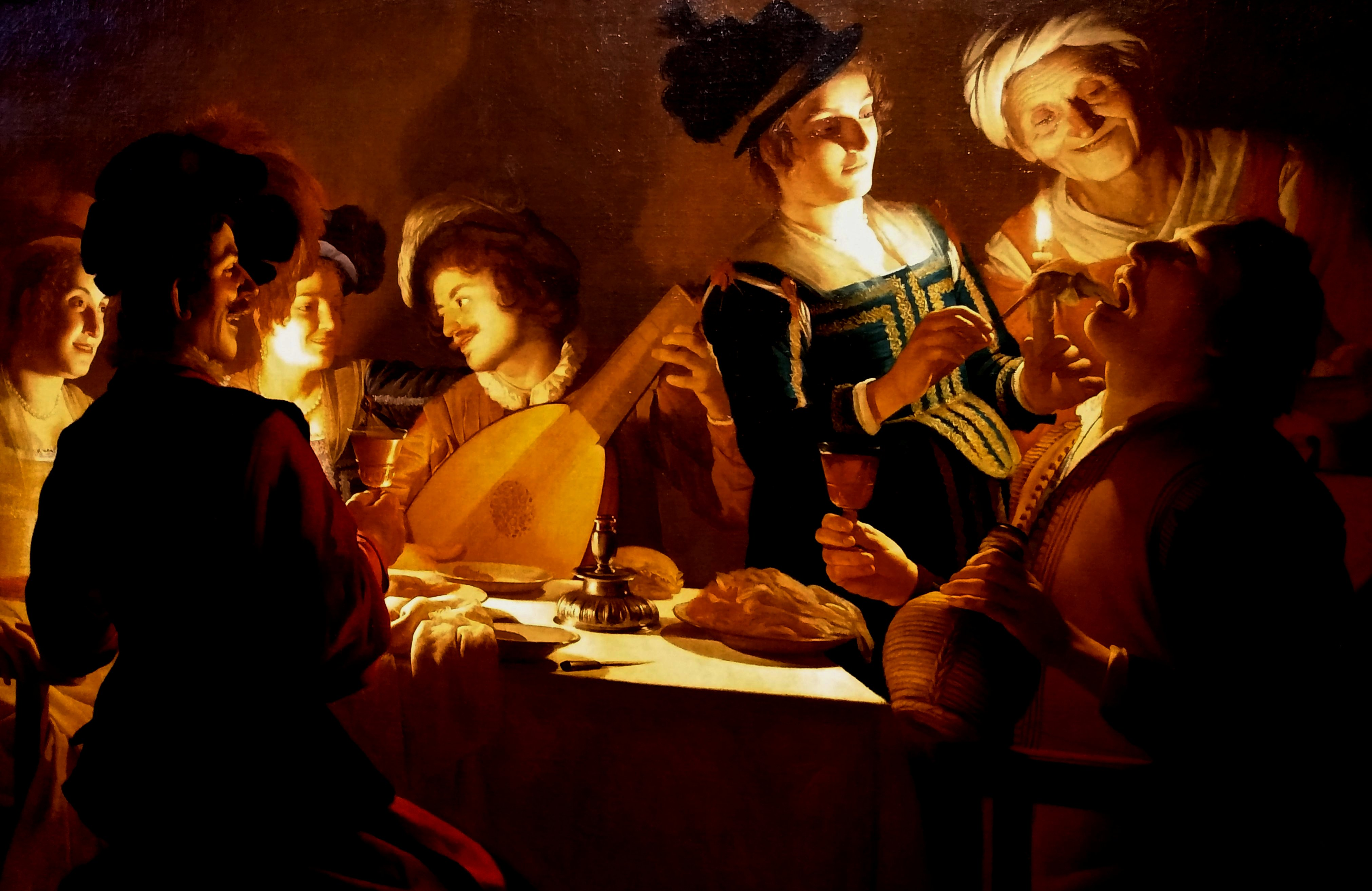
Ceia com um Tocador de Alaúde

Outros
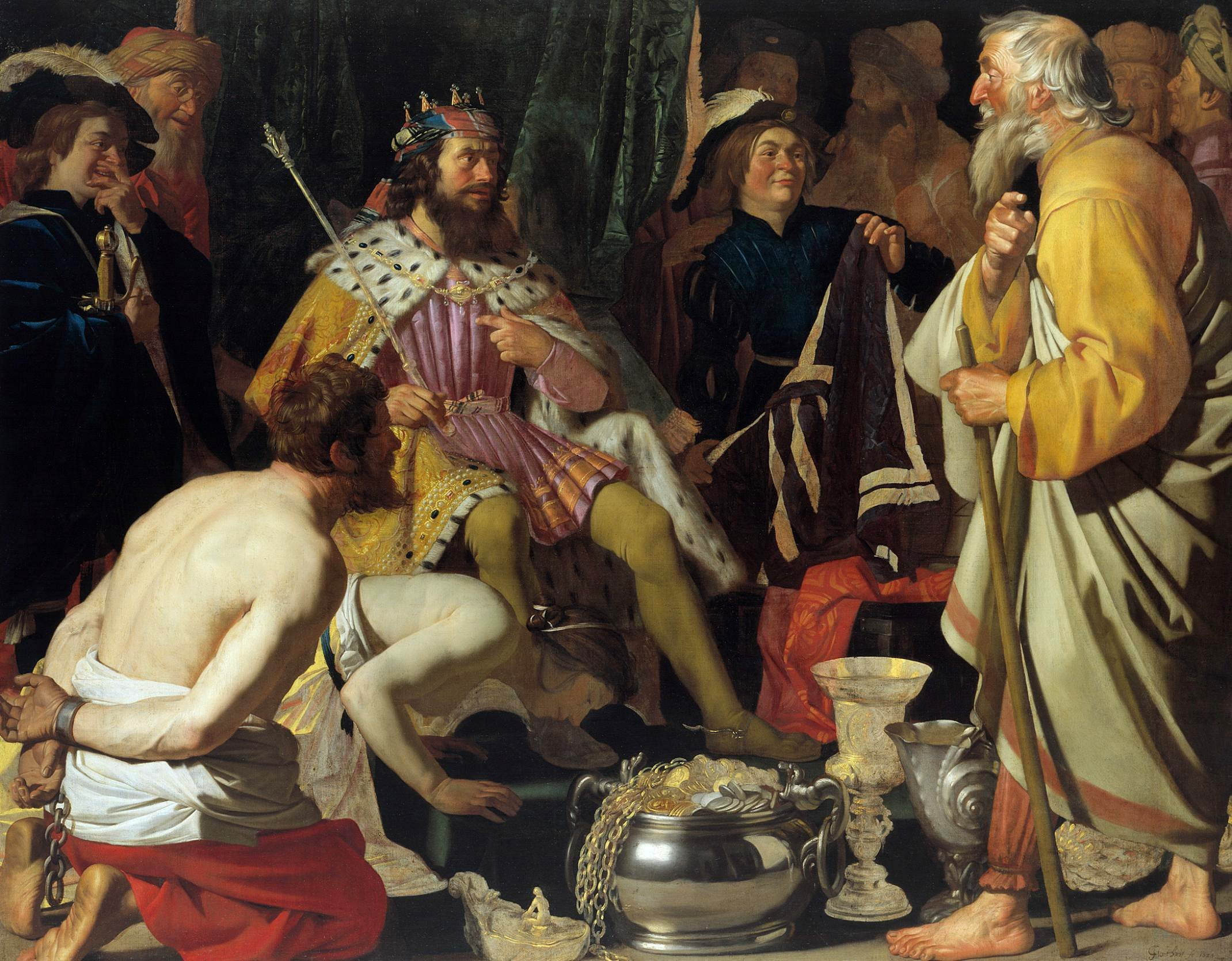
Sólon e Creso
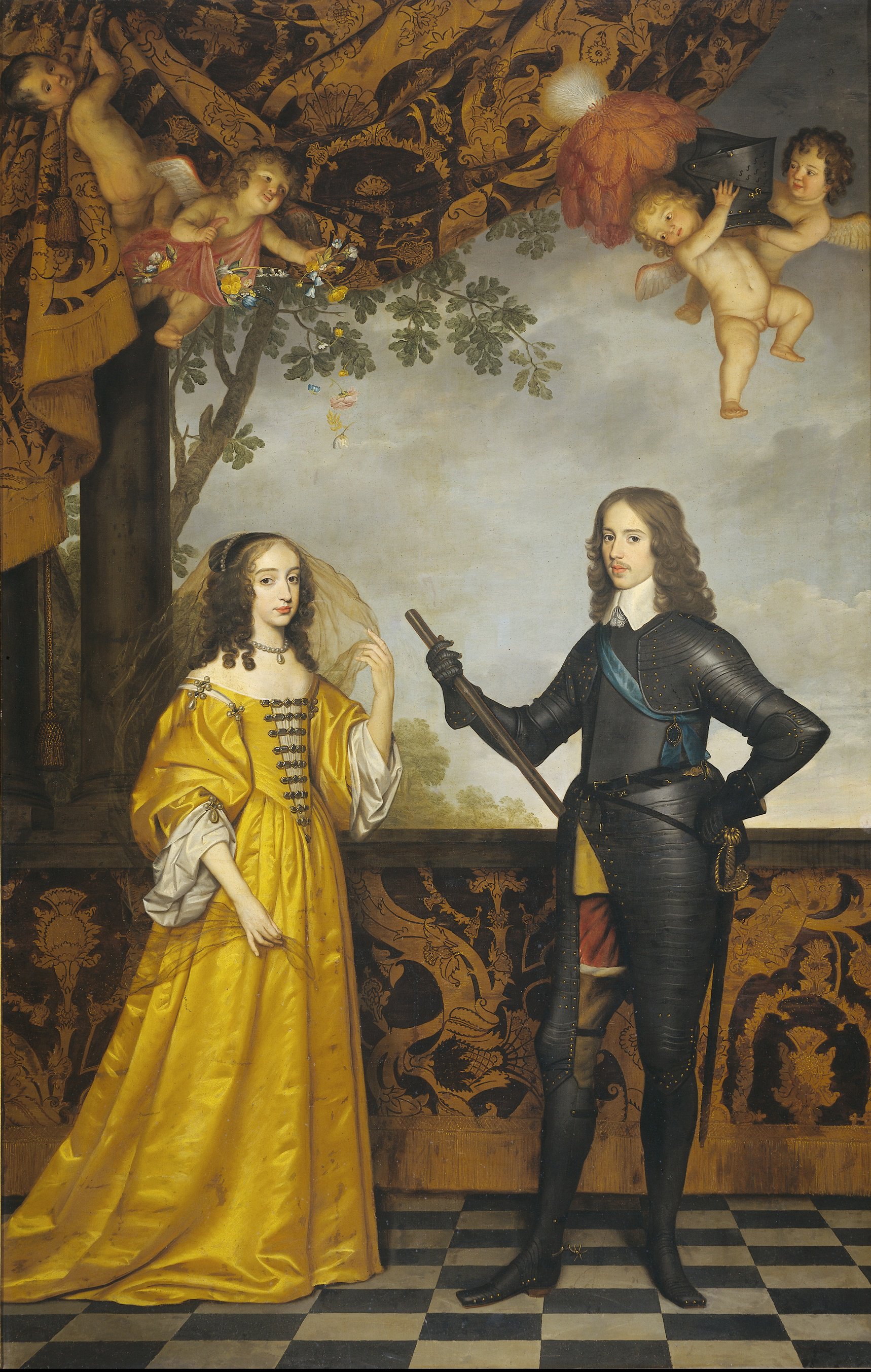
Retrato de William II (1626–50), príncipe de Orange, e Maria Stuart (1631–60)
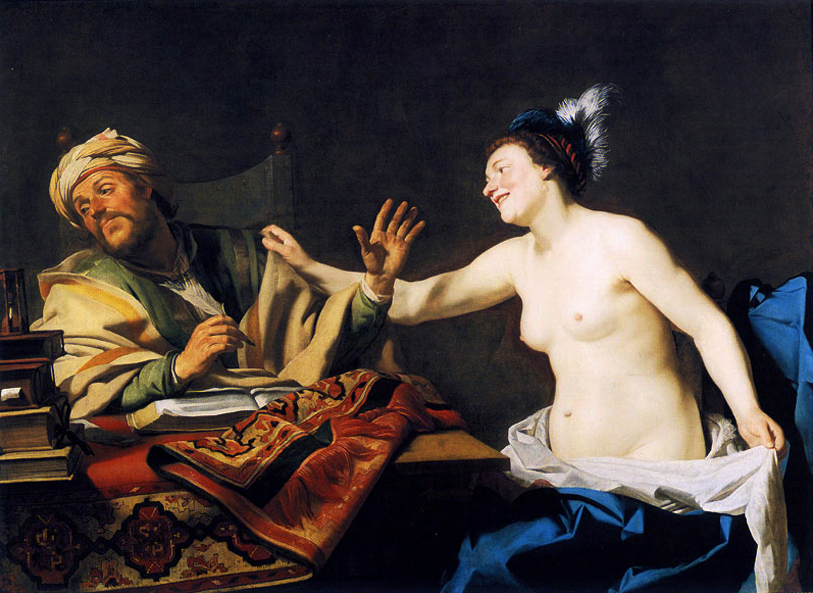
O Filósofo Resoluto, 1623 Coleção privada
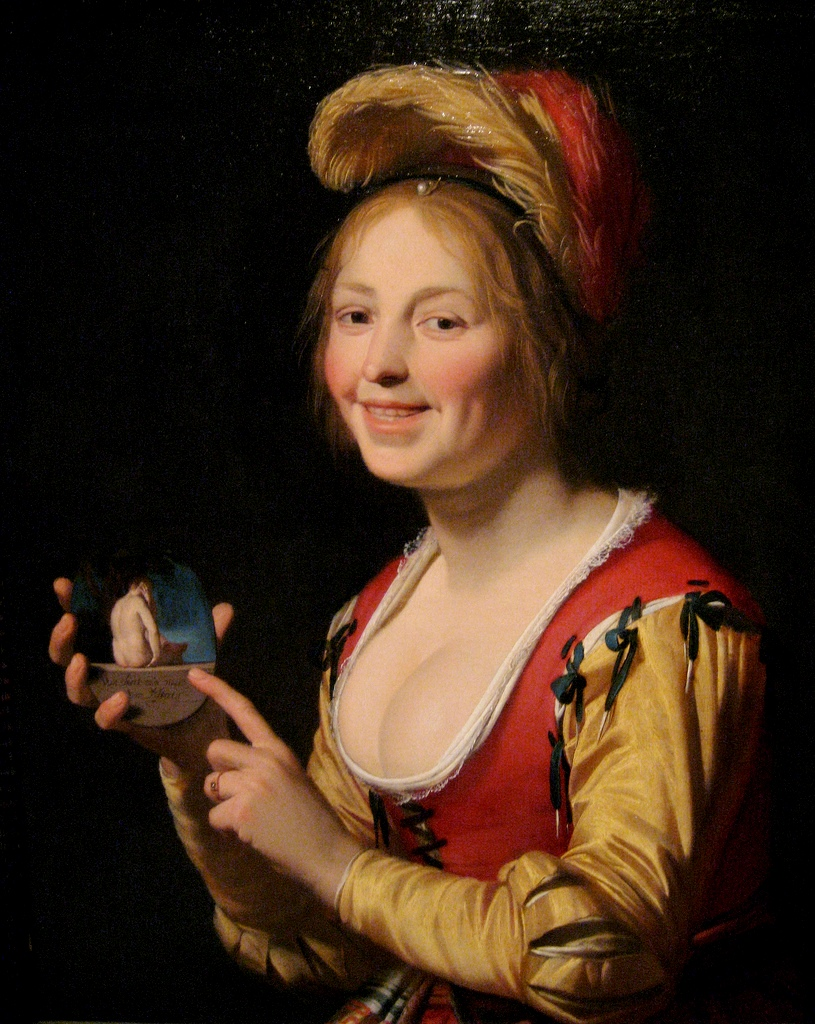
Garota Sorridente, uma Cortesã, Segurando uma Imagem Obscena, 1625
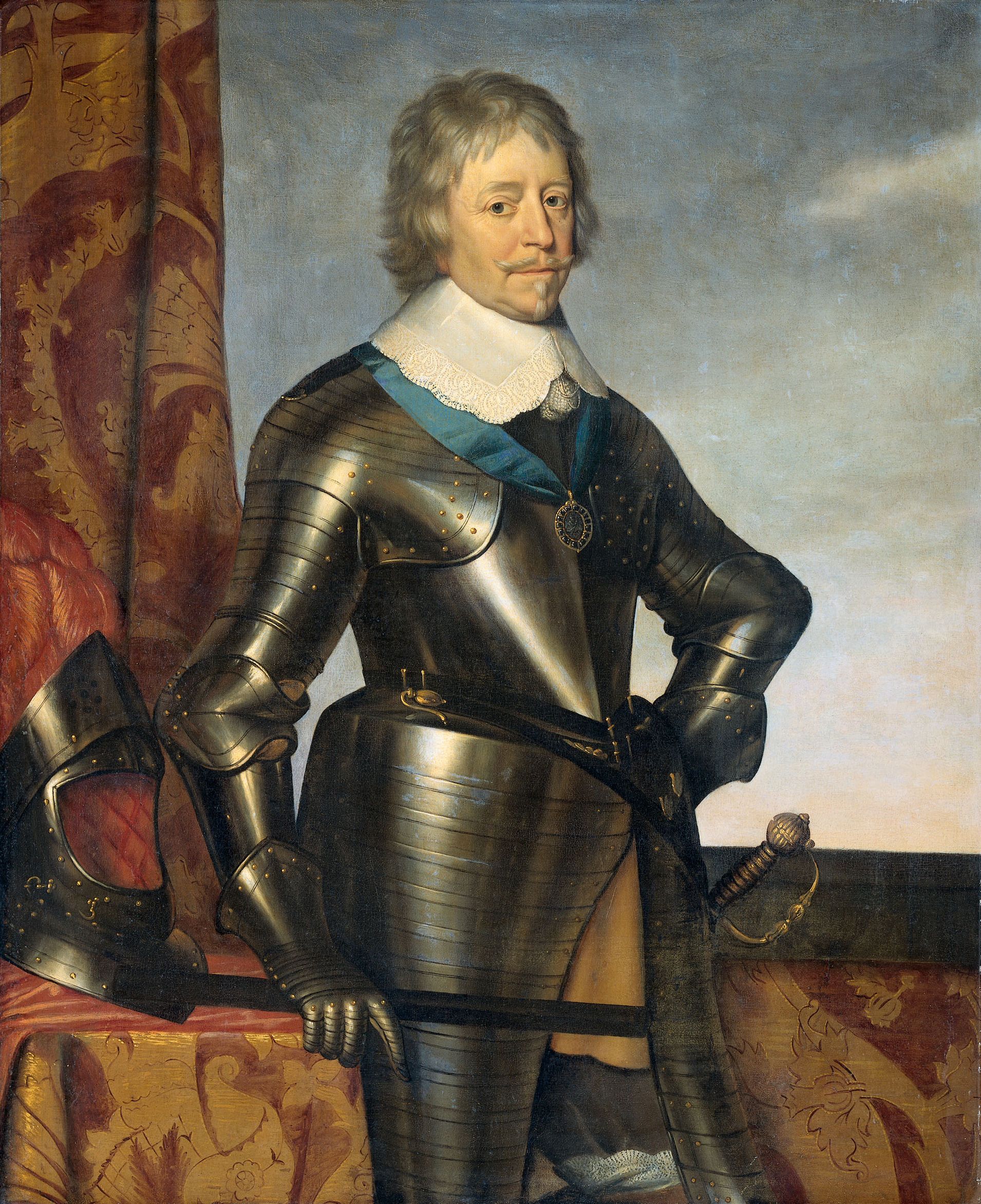
Frederico Henrique, Príncipe de Orange, 1650
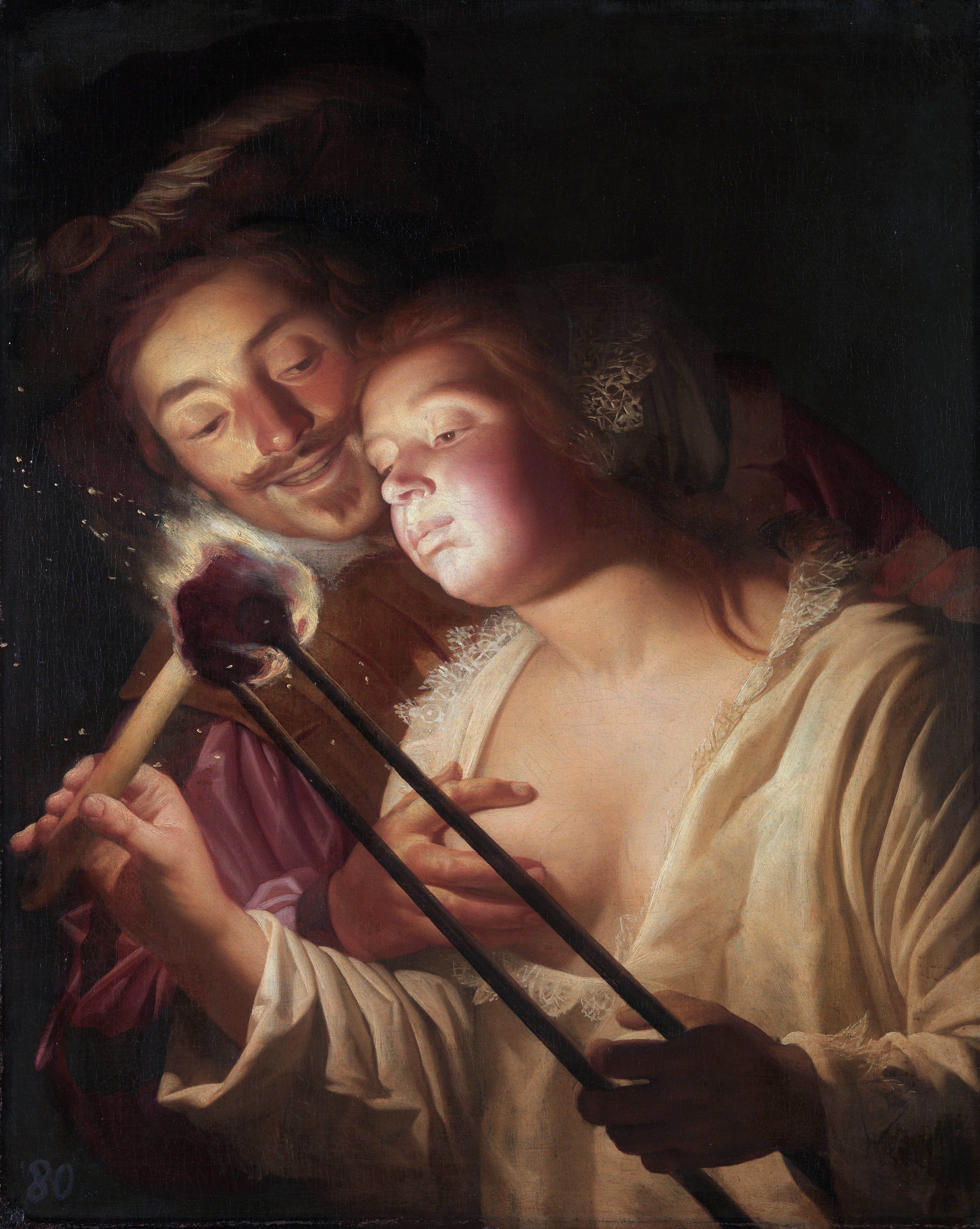
O Soldado e a Garota
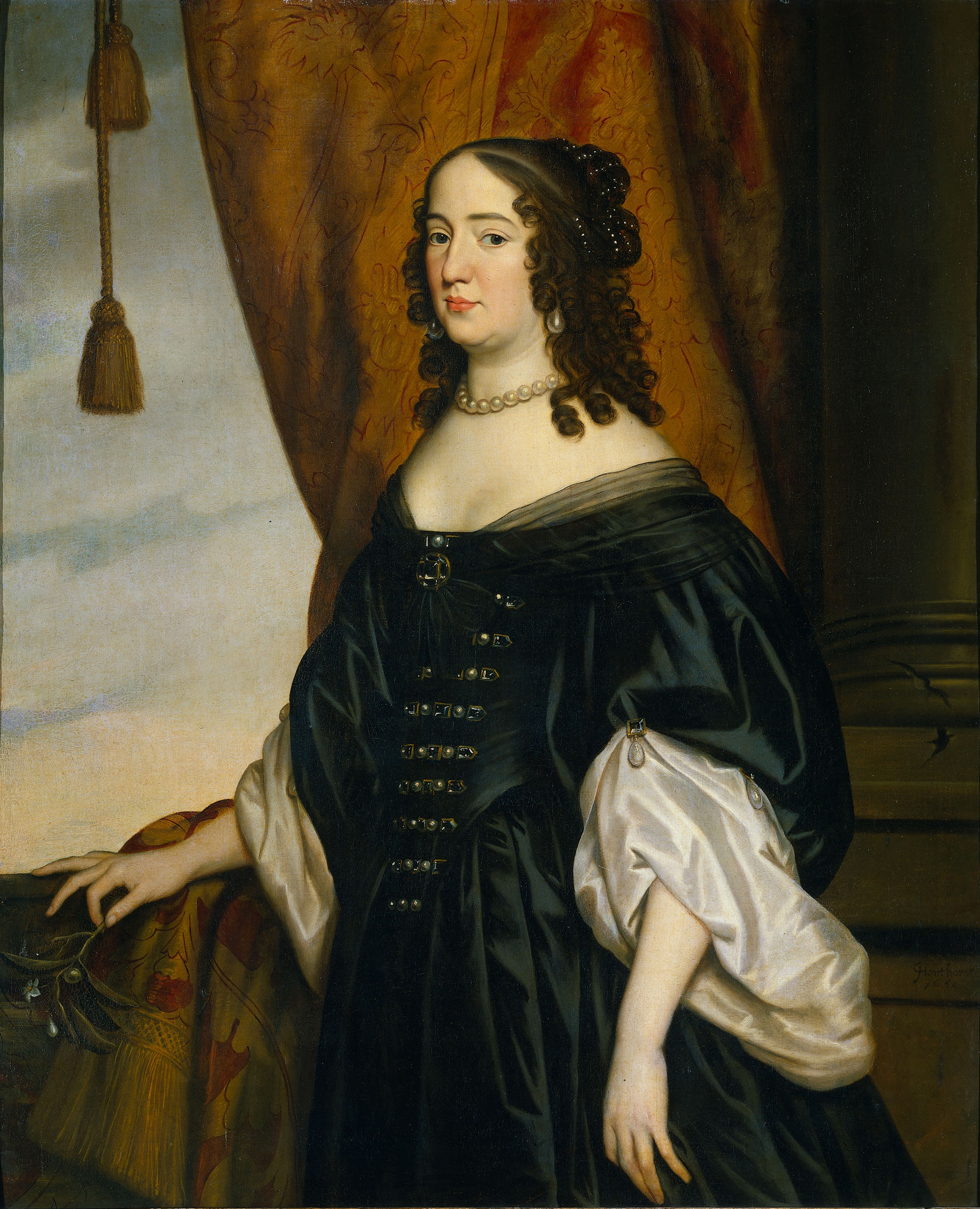
Retrato de Amália van Solms-Braunfels
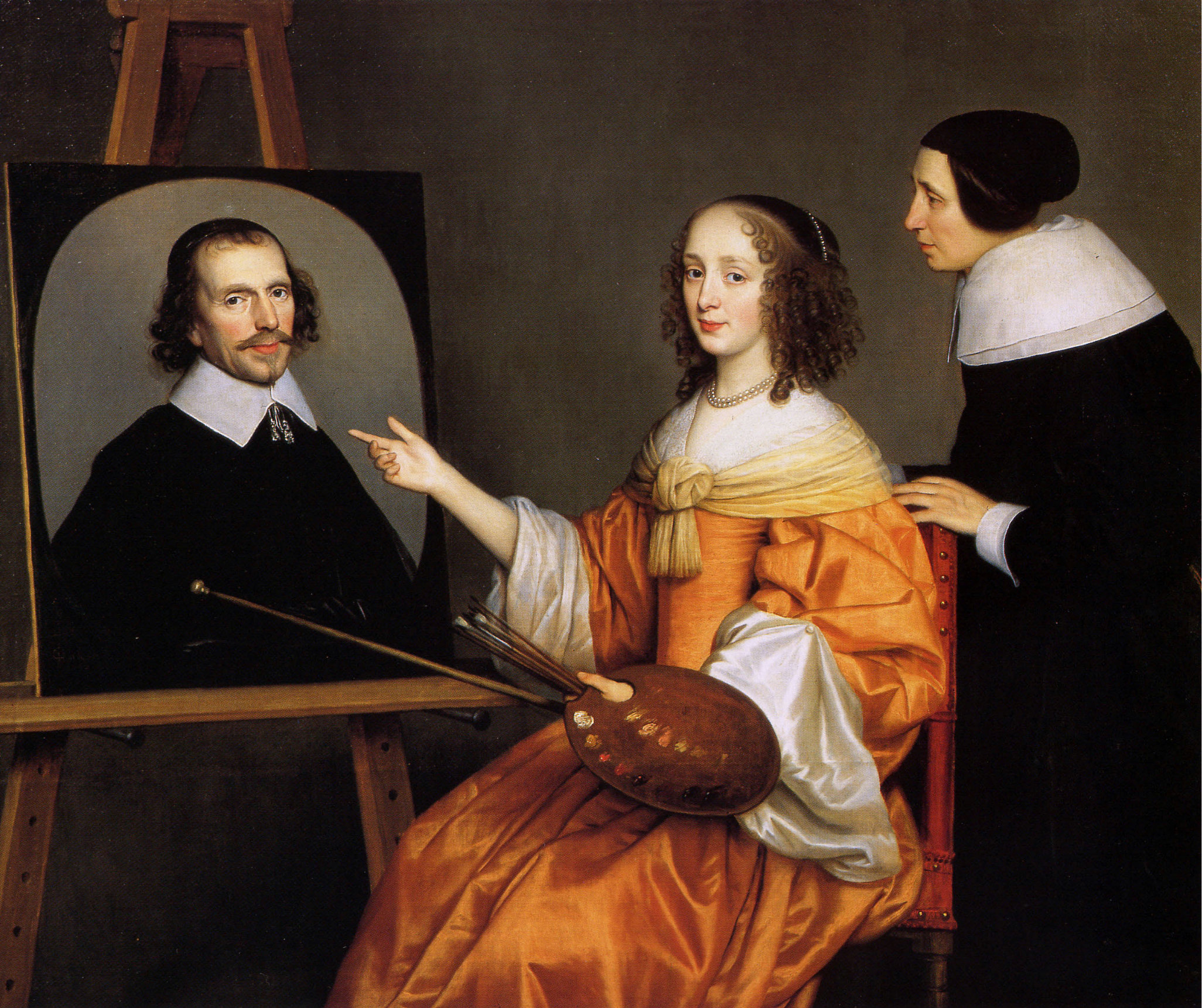
Margareta Maria de Roodere e Seus Pais (c. 1652) Museu Central, Utrecht
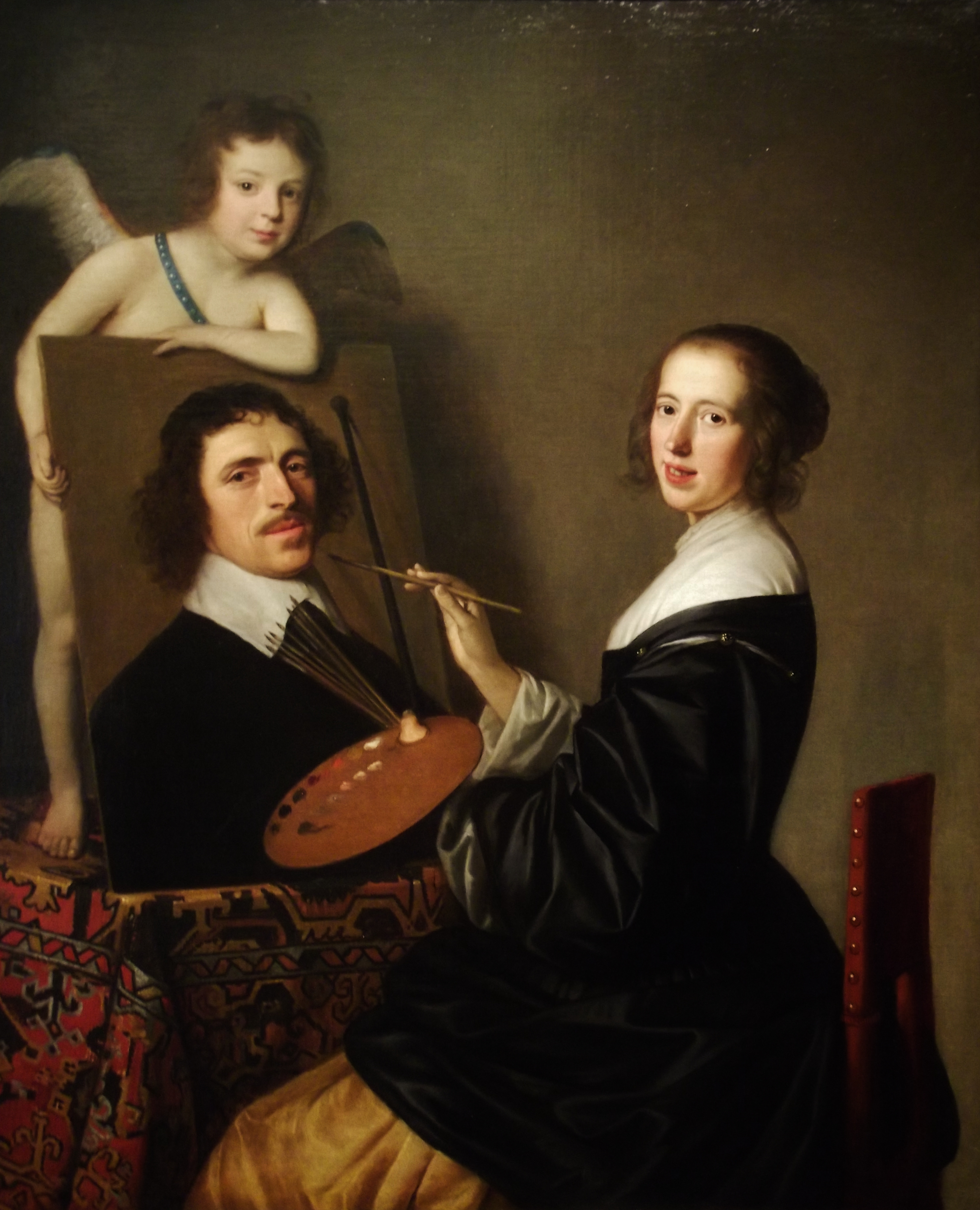
Alegoria da Pintura (1648) Museu de Arte Crocker, Sacramento, Califórnia